# Union Internacional Manila FC
Unión Internacional Manila Football Club o Unión Manila Football Club  es un equipo de fútbol profesional que pertenece a la primera división o UFL 2 de la ciudad de Manila, Filipinas. Fue fundado en 1997.

## Lema
Su lema dice así:
"Sobre todo, lealtad a Unión" (Above all, loyalty to Union).

## Palmarés

### Torneos nacionales
- Campeonato Futsal Adidas (1): 2006
- Terry Razon Copa Filipina (1): 2006
- Liga de Fútbol Unida (2): 2006, 2007